# Fonts urbanes (Sant Joan de les Abadesses)
Les Fonts urbanes son un conjunt de fonts de Sant Joan de les Abadesses (Ripollès) que estan protegides com a Bé Cultural d'Interès Local.

## Descripció
Es tracta de diverses fonts que estan ubicades per tot el municipi, especialment a la Vila Vella. En origen, les fonts dotaven la població d'aigua potable i tot i que han sofert diverses restauracions, encara es conserven bastants elements originals. Entre ells destaquen les aixetes i la composició a partir d'una cavitat en forma de fornícula i un arc de pedres petites que protegeix el conjunt.
Les fonts més significatives es troben al carrer Faura, la plaça Duran i Reynals, plaça de can Rus, prop del Pont Vell i també prop de l'església de Sant Pol. Aquesta última està dedicada a la nissaga dels arquitectes Morató.

## Història
El 10 de setembre de 1904 varen estrenar-se les fonts de la plaça de can Rus, Major i Duran i Reynals. L'any 1922 es va construir la que queda prop del Pont Vell, substituint la de l'anomenada de Santa Magdalena, que es trobava al carrer de Berenguer Arnau.